# Casalvecchio Siculo
Casalvecchio Siculo település Olaszországban, Szicília régióban, Messina megyében. Lakosainak száma 726 fő (2023. január 1.). Casalvecchio Siculo Antillo, Castroreale, Forza d’Agrò, Furci Siculo, Limina, Sant’Alessio Siculo, Santa Lucia del Mela, Santa Teresa di Riva és Savoca községekkel határos.

## Népesség
A település népességének változása:
| Lakosok száma | 830  | 796  | 726  |
|               | 2017 | 2018 | 2023 |